# Hermien Peters
Pour les articles homonymes, voir Peters.
Hermien Peters, née le 19 novembre 1994 à Hechtel-Eksel en Belgique, est une kayakiste belge pratiquant la course en ligne.

## Biographie
Hermien Peters est médaillée de bronze en K1 sprint aux Jeux olympiques de la jeunesse d'été de 2010 à Singapour. 
Elle est médaillée de bronze en K1 junior aux Championnats du monde de marathon 2012 à Rome ainsi qu'en K1 des moins de 23 ans aux Championnats du monde de marathon 2016 à Brandebourg-sur-la-Havel.
Aux Championnats d'Europe de course en ligne de canoë-kayak 2018 à Belgrade, elle obtient la médaille de bronze en K1 5 000 mètres. Elle et sa coéquipière Lize Broekx obtiennent la médaille de bronze en K2 500 mètres lors de ces mêmes Championnats ainsi qu'aux Championnats du monde de course en ligne de canoë-kayak de 2021 à Copenhague.
En 2022, ce même duo décroche l'argent en K2 500 mètres aux Championnats d'Europe et le bronze sur la même distance aux Championnats du monde à Dartmouth.

## Vie privée
Elle est la sœur d'Artuur Peters, également kayakiste.